# Maylandia
Maylandia — рід риб родини цихлові, ендемік озера Малаві у Східній Африці. Риби цього роду належать до групи Мбуна (жителі скель).

Розташування оз. Малаві

Цей рід був виділений з роду Псевдотрофеусів (Pseudotropheus), тому до тепер часто зустрічаються й старі назви видів. Іноді зустрічається й інша назва роду — Metriaclima.

## Опис
Усі види цього роду є відносно невеликими рибами, менше 20 см. Як і більшість цихлід озера Малаві, риби цього роду інкубують ікру в роті. Чисельні види продають як акваріумних риб. Вони привабливі яскравим забарвленням й, часто, мають чіткі ознаки статевого диморфізму. Як і багато інших цихлід види цього роду не підходять для акваріумістів-початківців і для невеликих акваріумів.

## Види
Рід налічує 30 видів риб родини цихлові.
- Maylandia aurora (Burgess 1976)   - жовтогорла зебра
- Maylandia barlowi (McKaye & Stauffer 1986)   - золота зебра
- Maylandia benetos (Stauffer, Bowers, Kellogg & McKaye
- Maylandia callainos (Stauffer & Hert 1992)   - кобальтова зебра, кобальтово-синя мбуна
- Maylandia chrysomallos (Stauffer, Bowers, Kellogg & McKaye
- Maylandia cyneusmarginatus (Stauffer, Bowers, Kellogg & McKaye
- Maylandia elegans (Trewavas 1935)   - коричнева зебра
- Maylandia emmiltos (Stauffer, Bowers, Kellogg & McKaye
- Maylandia estherae (Konings 1995)   - червона зебра, зебра Естера Гранта
- Maylandia flavifemina (Konings & Stauffer 2006)
- Maylandia glaucos (Ciccotto, Konings & Stauffer, 2011)
- Maylandia greshakei (Meyer & Foerster 1984)   - мбуна Віл'ямса, льодово-синя зебра
- Maylandia hajomaylandi (Meyer & Schartl 1984)
- Maylandia heteropicta (Staeck 1980)   - семисмугова зебра
- Maylandia lanisticola (Burgess 1976)   - мушлева зебра, візерунковий мушляник
- Maylandia livingstonii (Boulenger 1899)   - зебра Лівінгстона
- Maylandia lombardoi (Burgess 1977)   - мбуна Ломбардо, мбуна Кенії, зебра-перевертень
- Maylandia mbenjii Stauffer, Bowers, Kellogg & McKaye, 1997
- Maylandia melabranchion Stauffer, Bowers, Kellogg & McKaye, 1997
- Maylandia mossambica (Ciccotto, Konings & Stauffer, 2011)
- Maylandia nkhunguensis (Ciccotto, Konings & Stauffer, 2011)
- Maylandia phaeos (Stauffer, Bowers, Kellogg & McKaye
- Maylandia pursus (Stauffer 1991)
- Maylandia pyrsonotos (Stauffer, Bowers, Kellogg & McKaye, 1997
- Maylandia sandaracinos (Stauffer, Bowers, Kellogg & McKaye, 1997
- Maylandia sciasma (Ciccotto, Konings & Stauffer 2011)
- Maylandia thapsinogen (Stauffer, Bowers, Kellogg & McKaye
- Maylandia xanstomachus (Stauffer & Boltz 1989)
- Maylandia xanthos (Ciccotto, Konings & Stauffer, 2011)
- Maylandia zebra (Boulenger 1899)   - мбуна зебра

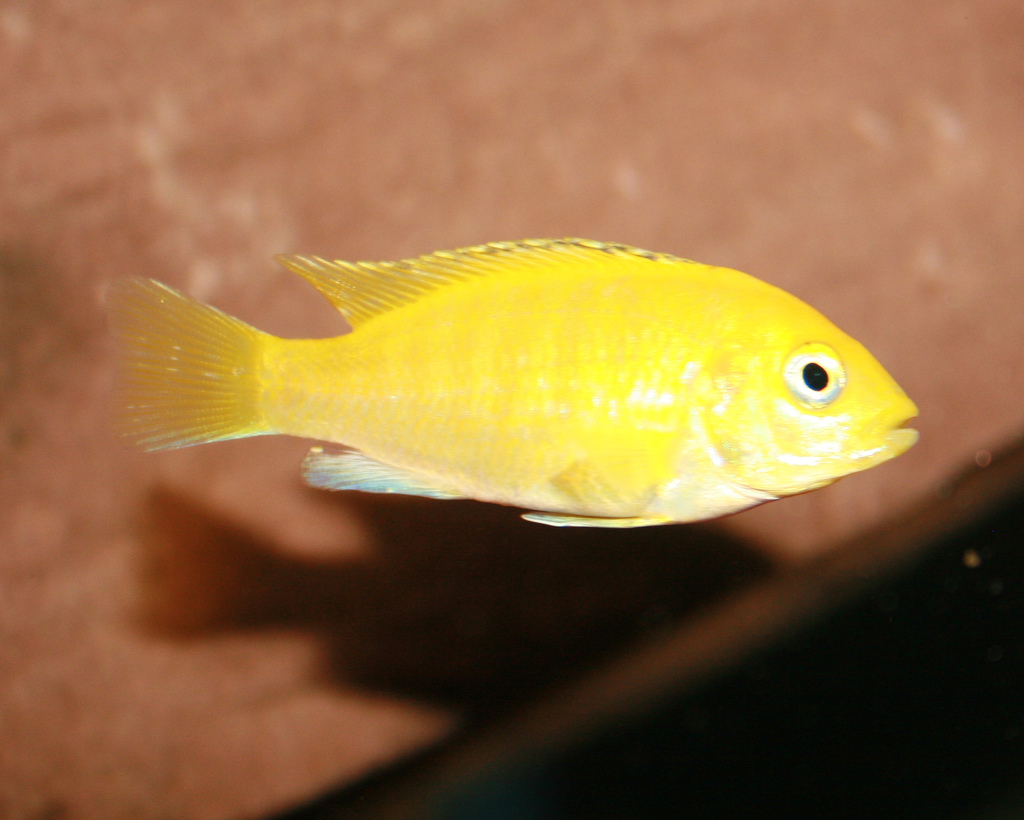
Самець M. lombardoi

## Переглянуті назви
- Maylandia heteropictus (Staeck 1980)  - див. Maylandia heteropicta (Staeck 1980)